# Вікіпедія мовою тигринья
Вікіпедія мовою тигринья — розділ Вікіпедії мовою тигринья. Створена у 2004 році. Вікіпедія мовою тигринья станом на 19 серпня 2025 року містить 338 статей, 10 735 зареєстрованих користувачів, 15 активних дописувачів, 2 адміністраторів
. Загальна кількість сторінок у Вікіпедії мовою тигринья — 3070, редагувань — 25 500, мультимедійні файли відсутні
. Глибина (рівень розвитку мовного розділу) Вікіпедії мовою тигринья дуже велика і становить аж 542.7 пунктів
. 

## Історія
- Квітень 2007 — створена 100-та стаття[3].

## Статистика
Відвідуваність головної сторінки Вікіпедії мовою тигринья за останні три місяці: